# Nouveau Parti anticapitaliste
Nouveau Parti anticapitaliste (NPA) er et fransk politisk parti.
Direkte oversat til dansk betyder partinavnet: Det nye antikapitalistiske parti. Partiet er grundlagt i 2009 og partiets program indeholder elementer af:
- Antikapitalisme
- Socialisme
- Internationalisme
- Økologi
- Øko-socialisme
- Antiproduktivisme
- Demokratisme
- Feminisme

## Mandater
- Partiet er ikke repræsenteret ved mandater i Assemblée Nationale, Senatet eller Europa-Parlamentet(2011)

## Ekstern henvisning
- "Partiets hjemmeside" (fransk). Arkiveret fra originalen 1. juni 2009. Hentet 29. september 2011.